# What You Know bout Me? Part 2
What You Know bout Me? Part 2 — тринадцятий студійний альбом американського репера Мессі Марва, виданий лейблами Sumo Records, City Hall Records та Frisco Street Show 19 грудня 2006 р. Виконавчі продюсери: Showtime та Мессі Марв. Мастеринг: Джастін Вайс. Додатковий вокал: Віктор «Creature Man» Джонс (№ 2, 8, 10, 11), Метт Блек (№ 3, 7, 9).

## Список пісень
1. «Intro»
2. «Playin' wit My Nose»
3. «Headline & the Feature» (з участю Victor «Creature Man» Jones)
4. «B»
5. «Doin' the Most» (з участю Selau)
6. «The Industry's New Problem» (Skit)
7. «When You See Me»
8. «Shackles (The Remix)»
9. «You Were My World» (з участю Jessica Rabbit)
10. «Somthin' Exotic»
11. «The Black Top»